# Zauroposejdon
Zauroposejdon (Sauroposeidon) – rodzaj olbrzymiego zauropoda z grupy Titanosauriformes żyjącego we wczesnej kredzie na terenie dzisiejszej Ameryki Północnej. Został opisany w 2000 roku przez Mathew Wedela i współpracowników w oparciu o cztery kręgi szyjne (OMNH 53062) odkryte w datowanych na apt-alb osadach formacji Antlers w Atoka County na południu stanu Oklahoma.
Sauroposeidon jest jednym z największych znanych dinozaurów. Trzon ósmego kręgu szyjnego holotypu mierzy 1,25 m długości – o około 25% więcej niż analogiczne kręgu należącego do brachiozaura. Na podstawie rozmiarów holotypu długość szyi zauroposejdona szacuje się na 12 m, co pozwoliłoby mu na zrywanie roślin rosnących na wysokości 17–18 m. Mimo iż znacząco dłuższe od brachiozaurzych, kręgi zauroposejdona mają jedynie niewiele większą od nich średnicę, co sugeruje, że jego ciało było o 10–15% większe od brachiozaura. Długość Sauroposeidon proteles jest szacowana na około 28 m, a masa, dzięki porównaniu z ocenianym na 30 ton brachiozaurem, na 50 t. Porównanie z ptakami sugeruje, że w grzbiecie i brzuchu zauropodów – w tym zauroposejdona – znajdowały się worki powietrzne służące do wentylowania płuc. Skamieniałości zauropoda odnalezione w dolnokredowych osadach formacji Cloverly również mogą należeć do zauroposejdona. Zgodzili się z tym D'Emic i Foreman (2012), którzy ponadto zsynonimizowali z zauroposejdonem rodzaj Paluxysaurus.
Pierwotnie zaliczony do rodziny brachiozaurów (Brachiosauridae). Jako jego możliwego najbliższego krewnego wskazywano późnojurajskiego Brachiosaurus; rodzaje te łączą cztery synapomorfie. Wedel i współpracownicy w 2000 wyszczególnili także cztery autapomorfie zauroposejdona. Sauroposeidon mógł reprezentować punkt kulminacyjny występującej u brachiozaurów tendencji do zwiększania długości szyi i zmniejszania jej ciężaru. Jednak według D'Emica i Foremana (2012), którzy zsynonimizowali Paluxysaurus z zauroposejdonem i zaliczyli do niego materiał z Cloverly, bardziej prawdopodobna jest przynależność Sauroposeidon nie do rodziny Brachiosauridae, lecz do siostrzanego do niej kladu Somphospondyli (obejmującego tytanozaury i ich najbliższych krewnych).
Nazwa Sauroposeidon pochodzi od greckiego słowa sauros („jaszczur”) oraz imienia Posejdona – boga mórz z greckiej mitologii, odpowiadającego m.in. za trzęsienia ziemi.